# Totalna vojna
Totálna vôjna je vojna, v kateri so uporabljena vsa sredstva za dosego končnega cilja; v taki vojni ne veljajo pravila in v nevarnosti napada so tudi civilni cilji.
Lahko se razglasi tudi le delna totalna vojna (na primer totalna podmorniška vojna).